# Mirandiba
Mirandiba é um município brasileiro do estado de Pernambuco. Mirandiba é um nome indígena que significa porco queixada. Administrativamente, o município é constituído pelos distritos de Cachoeirinha e  Tupanaci.

## Geografia
Com altitude de 450 metros, o município se localiza à latitude 08º07'13" sul e à longitude 38º43'46" oeste. Sua população estimada em 2008 era de 13.757 habitantes, distribuídos em 809 km² de área.

### Localização
| Noroeste: Verdejante | Norte: São José do Belmonte | Nordeste: Serra Talhada |
| Oeste: Salgueiro     |                             | Leste: Serra Talhada    |
| Sudoeste: Salgueiro  | Sul: Carnaubeira da Penha   | Sudeste: Floresta       |